# 恋神アプリ
恋神アプリ（こいかみあぷり）は、フジテレビ系列で2017年10月17日から11月21日までブレイクマンデー24後半枠に放送されていた恋愛バラエティ番組で、同番組で使用されているアプリケーションソフトウェア名。
2017年3月24日に特別番組として、同年9月23日にフジバラナイトFRIで特別番組にレギュラー番組開始告知を加えたバージョン0を再放送後、レギュラー化。レギュラー化前にレギュラー版初回で放送されるVersion1.1が同年9月4日からフジテレビオンデマンドで配信されている。
初対面の男女各1名ずつが、専用アプリケーションの『恋神アプリ』をダウンロード直後に72時間（実質3日間）デートする。
2017年11月26日に、同月21日放送分で、ロケ先のパラオ共和国で当時20歳の出演者が飲酒するシーン（同国では、21歳未満の飲酒は禁止されている）が含まれていたとして、今後の放送および配信を中止し、番組の打ち切りを発表した。
2018年3月から体制を仕切り直して「ボラカイ島編」と題し再開され、8月まで放送・配信された。

## 出演者

### 司会者
レギュラー放送版以降の副音声版では、朝比奈とほのかによるオーディオコメンタリーとなっている。
- 朝比奈彩
- ほのか※レギュラー放送版
- 澤部佑（ハライチ）※バージョン0スタジオゲスト

### 旅人
シンガポール編
- 守谷駿[3]
- 帆乃香[4]

Version1
- 井田達也[1]
- 小屋春菜[1]

## スタッフ
- 企画：佐々木渉
- 構成：尾林怜（シンガポール編のみ）、市川マミ（Cruiser）
- アドバイザー：鍋嶋まどか
- アシスタントディレクター：角田佳祐（シンガポール版のみ）
- ディレクター：内野延
- プロデューサー：正垣吉朗（共同テレビ）[1]、麻野とも子（VAMP、シンガポール版のみ）
- 演出：持齋昌宏（free Inc.）

## 放送局・配信元
| 放送期間                  | 放送時間                                       | 放送局         | 対象地域   | 備考       |
| ------------------------- | ---------------------------------------------- | -------------- | ---------- | ---------- |
| 2017年10月17日 - 11月21日 | 火曜 0:55 - 1:25 （ブレイクマンデー24・第2部） | フジテレビ     | 関東広域圏 | 制作局     |
|                           |                                                | 長野放送       | 長野県     |            |
|                           |                                                | 岡山放送       | 岡山県     |            |
|                           |                                                | サガテレビ     | 佐賀県     |            |
| 2017年10月24日 - 11月21日 | 火曜 1:55 - 2:25                               | 北海道文化放送 | 北海道     | 遅れネット |
| 2017年10月27日 - 11月24日 | 金曜 0:30 - 1:00                               | 福井テレビ     | 福井県     | 遅れネット |
|                           | 金曜 1:00 - 1:30                               | テレビ静岡     | 静岡県     | 遅れネット |
| 2017年11月26日            | 日曜 1:50 - 2:20                               | 沖縄テレビ     | 沖縄県     | 遅れネット |

| 配信期間         | 更新時間                | 配信元                          |
| ---------------- | ----------------------- | ------------------------------- |
| 2017年3月23日 -  | 特番 配信開始           | フジテレビオンデマンド          |
| 2017年9月4日 -   | 12:00 Version1 配信開始 | フジテレビオンデマンド          |
| 2017年10月17日 - | 火曜日 1:00 更新        | TVer（配信元：FODプラスセブン） |